# Remwegafstand
De remwegafstand is de lengte van de remweg van het treintype dat het traagst of zwakst remt.

## Voorbeelden
- Een voorsein staat op remwegafstand van een hoofdsein.
- Een bord dat opdracht tot snelheidsvermindering geeft staat op remwegafstand van het punt waar de lagere snelheid van kracht wordt (ook door een bord aangegeven).